# Campeonato Mundial de Patinaje de Velocidad sobre Hielo en Distancia Individual de 2001
El VI Campeonato Mundial de Patinaje de Velocidad sobre Hielo en Distancia Individual se celebró en Salt Lake City (Estados Unidos) entre el 9 y el 11 de marzo de 2001 bajo la organización de la Unión Internacional de Patinaje sobre Hielo (ISU) y la Federación Estadounidense de Patinaje sobre Hielo.
Las competiciones se realizaron en el Óvalo Olímpico de Utah.

## Medallistas

### Masculino
| Evento   | Oro                                      | Plata                                   | Bronce                                    |
| -------- | ---------------------------------------- | --------------------------------------- | ----------------------------------------- |
| 500 m    | Hiroyasu Shimizu Japón 68,96 s           | Jeremy Wotherspoon · Canadá · 69,29 s   | Casey FitzRandolph Estados Unidos 69,76 s |
| 1000 m   | Jeremy Wotherspoon · Canadá · 1:08,28    | Ådne Søndrål · Noruega · 1:08,50        | Serguei Klevchenia · Rusia · 1:08,59      |
| 1500 m   | Ådne Søndrål · Noruega · 1:46,10         | Derek Parra Estados Unidos 1:46,20      | Erben Wennemars · Países Bajos · 1:46,22  |
| 5000 m   | Bob de Jong · Países Bajos · 6:19,58     | Carl Verheijen · Países Bajos · 6:22,43 | Gianni Romme · Países Bajos · 6:25,00     |
| 10 000 m | Carl Verheijen · Países Bajos · 13:12,49 | Bob de Jong · Países Bajos · 13:13,81   | Vadim Sayutin · Rusia · 13:17,83          |

### Femenino
| Evento | Oro                                            | Plata                                          | Bronce                                  |
| ------ | ---------------------------------------------- | ---------------------------------------------- | --------------------------------------- |
| 500 m  | Catriona Le May Doan · Canadá · 74,72 s        | Monique Garbrecht-Enfeldt · Alemania · 75,20 s | Svetlana Zhurova · Rusia · 75,24 s      |
| 1000 m | Monique Garbrecht-Enfeldt · Alemania · 1:14,13 | Sabine Völker · Alemania · 1:14,14             | Catriona Le May Doan · Canadá · 1:14,50 |
| 1500 m | Anni Friesinger · Alemania · 1:54,58           | Maki Tabata Japón 1:54,76                      | Cindy Klassen · Canadá · 1:55,08        |
| 3000 m | Gunda Niemann-Stirnemann · Alemania · 4:00,34  | Anni Friesinger · Alemania · 4:01,98           | Claudia Pechstein · Alemania · 4:02,13  |
| 5000 m | Gunda Niemann-Stirnemann · Alemania · 6:52,44  | Claudia Pechstein · Alemania · 6:58,11         | Maki Tabata Japón 7:05,49               |

## Medallero
| Núm. | País           | Oro | Plata | Bronce | Total |
| ---- | -------------- | --- | ----- | ------ | ----- |
| 1    | Alemania       | 4   | 4     | 1      | 9     |
| 2    | Países Bajos   | 2   | 2     | 2      | 6     |
| 3    | Canadá         | 2   | 1     | 2      | 5     |
| 4    | Japón          | 1   | 1     | 1      | 3     |
| 5    | Noruega        | 1   | 1     | 0      | 2     |
| 6    | Estados Unidos | 0   | 1     | 1      | 2     |
| 7    | Rusia          | 0   | 0     | 3      | 3     |
|      | TOTAL          | 10  | 10    | 10     | 30    |